# Hayden (musicista)
Hayden, pseudonimo di Paul Hayden Desser (Thornhill, 12 febbraio 1971), è un cantautore e chitarrista canadese.

## Discografia
Album studio
- 1995 - Everything I Long For
- 1998 - The Closer I Get
- 2001 - Skycraper National Park
- 2004 - Elk-Lake Serenade
- 2008 - In Field & Town
- 2009 - The Place Where We Lived
- 2013 - Us Alone
- 2015 - Hey Love
- 2023 - Are We Good

EP e altri album
- 1994 - In September (cassetta)
- 1996 - Lunar Landing Confirmed (split con Poledo)
- 1996 - Moving Careful (EP)
- 2002 - Live at Convocation Hall (live)